# Sycamore (Illinois)
Sycamore város az USA Illinois államában. Lakosainak száma 18 577 fő (2020. április 1.).

## Népesség
A település népességének változása:

| 2010 | 17 519 |
| 2020 | 18 577 |